# Вердкурт, Бернард
Бернард Вердкурт (англ. Bernard Verdcourt; 1925—2011) — британский биолог, известный своим вкладом в ботаническую систематику.

## Биография
Бернард Вердкурт родился 25 октября 1925 года в городе Лутон графства Бедфордшир. Учился в школе в Лутоне, с детства интересовался ботаникой и энтомологией. В 1943 году был призван в армию, после чего обучался на радиста, в 1945 году, вскоре после окончания Второй мировой войны, окончив Редингский университет со степенью по радиоинженерии.
В 1948 году Вердкурт записался в Восточноафриканскую сельско- и лесохозяйственную исследовательскую организацию. После года обучения в Королевских ботанических садах Кью отправился в Танганьику. На протяжении 15 лет Вердкурт занимался определением и каталогизацией растений Восточной Африки, самостоятельно собрав для современного Восточноафриканского гербария около 4 тысяч образцов. В 1955 году он получил степень доктора философии.
С 1958 по 1964 Вердкурт возглавлял Восточноафриканский гербарий, в 1964 году вернулся в Кью. До 1987 года он работал в Ботанических садах Кью главным научным надзирателем, после чего ушёл в отставку. После ухода на пенсию Вердкурт работал над книгой Flora of Tropical East Africa, а также над новыми изданиями Flora Zambesiaca и Revised Flora of Ceylon.
25 октября 2011 года Бернард Вердкурт скончался.
Вердкурт был автором свыше 1200 статей по ботанике, энтомологии, малакологии и истории автомобилестроения. В 1969—1970 он был президентом Конхологического общества. В 1986 году Вердкурт был награждён Медалью Кью, в 2000 — Медалью Линнея. 

## Некоторые научные публикации
- Verdcourt, B.; Trump, E.C. Common poisonous plants of East Africa. — London, 1969. — 254 p.
- Verdcourt, B. A manual of New Guinea legumes. — Lae, Papua New Guinea, 1979. — 645 p. — (Botany bulletin, no. 11).

## Роды растений, названные в честь Б. Вердкурта
- Verdcourtia R.Wilczek, 1968 [= Dipogon Liebm., 1854]